# Dyro

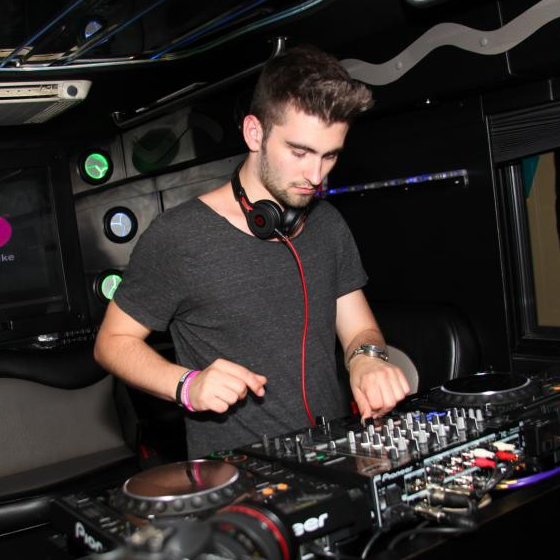
Dyro während der „Revealed“-Bustour

Dyro (* 22. April 1992 als Jordy van Egmond) ist ein niederländischer DJ und Produzent, der seit enger Zusammenarbeit mit seinem DJ-Kollegen und guten Freund Hardwell seit 2010 Bekanntheit erlangte. Er ist in der Big-Room- und Dirty-House- sowie der Complextro-Szene aktiv und Besitzer des Plattenlabels „WOLV Recordings“.

## Karriere

### Bis 2013: Einstieg in das Musikbusiness
Jordy van Egmond wurde am 22. April 1992 in der niederländischen Stadt Leiden geboren. Er brachte sich das Produzieren mit der Software FL Studio alleine in seinem Schlafzimmer bei. Bereits dort verwendete er sein heutiges Pseudonym „Dyro“. Er begann seine Produktionen im Internet hochzuladen, woraufhin das Plattenlabel „Grapevine Grooves“ auf ihn aufmerksam wurde und ihn unter Vertrag nahm. In einem Forum wurde ebenfalls Laidback Luke aufmerksam und veröffentlichte auf seinem Label Dyros Lied Klav.
Nachdem Hardwell 2010 sein Plattenlabel „Revealed Recordings“ gründete und dieses als eine Plattform für neue Talente beschrieb, entschloss sich Dyro sich dort als einer der ersten Künstler fest zu etablieren. Dyro debütierte dort mit seiner Single Daftastic. Auch „Spinnin’ Records“ äußerte frühzeitiges Interesse. Im Jahr 2012 arbeitete er gemeinsam erstmals mit seinem „Revealed“-Kollegen Dannic. Gemeinsam mischten sie das Mix-Album The Sound of Revealed 2012 ab. Für mehrere Auftritte und Studioarbeiten kollaborierte er mit Afrojack.

### 2013: erste Live-Touren
Während er seine erste Tour startete und seine ersten Auftritte in mehreren Clubs durchführte, vollzog er ein Technikstudium, wodurch er für Klausuren permanent nach Hause fliegen musste. 2013 startete er gemeinsam mit seinen DJ-Kollegen und gleichzeitig besten Freunden Hardwell und Dannic eine Bus-Tour durch Kanada. Diese erfolgte in Verbindung mit „Revealed-Recordings“ und war der finale Auslöser für das, von Fans gegebene Pseudonym „Dutch-House-Mafia“. Dyro und Dannic begleiteten Hardwell ebenfalls auf seiner Nord-Amerika-Tour im Sommer 2013. Während der Tournee stellte Dyro weiterhin sämtliche Eigenproduktionen sowie Remix-Produktionen fertig. Im Juni 2013 präsentierten er und Hardwell auf dessen Kompilationsalbum Hardwell presents Revealed Vol. 4 ihre präsentiert ihre Kollaboration Never Say Goodbye, die von der US-amerikanischen Sängerin Heather Bright gesunden wurde. Das Lied entwickelte sich zu seinem ersten großen Erfolg.
Kurz darauf arbeitete er mit Tiësto an dem Lied Paradies, das im Jahr 2013 auf Tiësto Kompilationsalbum Club Life: Volume Three, Stockholm erschien. In der 310 Episode seines „Club-Life“-Podcast arbeiteten sie erneut zusammen. Er mixte ebenfalls gemeinsam mit Dannic eine Episode für die Mixmag-Mix-Serie [16] und traten Ende 2013 im Zuge des Amsterdam Dance Events gemeinsam auf. 2013 stieg er erstmals auf Platz 30 im Jahr 2013 der DJ-Mag-Charts als höchster Neueinsteiger auf Platz 30 ein.

### 2014-heute: Wolv-Recordings & Single-Releases
Anfang des Jahres 2014 supportete Dyro die Veröffentlichung seiner Produktion Black Smoke mit einer Solo-Tour durch Australien, die er mit einem Auftritt beim Future Music Festival koppelte. Er trat kurz darauf beim Ultra Music Festival in Miami auf und tourte im April 2014 ein weiteres Mal mit dem „Revealed“-Bus mit Dannic und Hardwell durch die USA. Im Mao 2014 veröffentlichte Dyro die Single Calling Out, die von der Sängerin Ryder gesungen wurde. Mit dieser erreichte er die Top-10 der Beatport-Charts.
Im August 2014 gründete Dyro sein eigenes Independent-Label „WOLV“. Die erste Veröffentlichung auf dem Label war seine Solo-Single WOLV. Billboard beschrieb das Lied als „eine dynamische Produktion, die Big-Room perfekt mit Electro- und Acid-Einflüssen kombiniert.“ Am 14. Oktober 2014 startete Dyro gemeinsam mit den Bassjackers die Present-X-Tour, die ihren Höhepunkt beim Amsterdam Dance Event am 15. Oktober 2014 hatte. Die dreißig-tägige Tour endete am 15. Dezember 2014, als sie ihre gemeinsamen Single X über „WOLV“ veröffentlichten. [9] Neben Dannic und Martin Garrix war er einer der Hauptredner bei Kickstart Your Carriere und The New Breed beim Amsterdam Dance Event 2014 Weiterhin erschien seine langerwartete Kollaboration mit Dannic, die den Titel Radical enthielt und mittlerweile über 10,5 Millionen Klicks auf YouTube zählt. Im Jahr 2014 rangierte Dyro auf Platz 27 der DJ-Mag-Top-100. 2015 veröffentlichte Dyro gemeinsam mit Conro und Sängerin Envy Monroe über „Revealed Recordings“ das Lied Bittersweet.
Im Jahr 2014 und 2015 war er als Headliner in Clubs wie dem LIV in Miami oder dem Ministry of Sound in London aktiv. Weiterhin wurde er als Resident-DJ für das The Light in Las Vegas und dem Spade in Ibiza gebucht. In den Jahren 2014 und 2015 trat er auf den Mainstages von Festivals wie dem Dance Valley, dem Electro-Zoo, der TomorrowWorld, dem Creamfields in Großbritannien oder dem EDC Las Vegas auf. 2016 debütierte er auf dem Tomorrowland Festival in Belgien. Nach zwei Jahren startete Dyro seinen eigenen „Daftastic“-Podcast zu hosten. Dyro hat weiterhin seine Radiosendung im „Bigfish-Radio“ auf den Philippinen, die auch in rund 30 weiteren Ländern übertragen wird.
Dryo erreichte 2016 im Voting des DJMag nur noch Platz 93, was insbesondere Hardwell ermutigte auf einem Live-Auftritt über die Lage der DJ-Mag-Charts zu appellieren. Dabei hob er hervor, dass Dyros mehr Talent hinter dem DJ-Pult besäße als er und warum er dann lediglich auf einem so niedrigen Platz steht.
Ende Januar 2017 sickerte die Vollversion seiner lang erwarteten Zusammenarbeit mit dem Complexo-Produzenten Dyro Cyborg. Der Bigroom-Track wurde von Dyro und W&W beim TomorrowWorld Festival 2014 gespielt. Im Frühjahr 2015 präsentierten sie eine Neuversion am Start, die einen stark Dyro-lastigen Complextro-Drop enthält, dessen Veröffentlichung jedoch zurückgezogen wurde. Doch weiterhin entstanden neue Gerüchte um eine vermeintliche kostenlose Veröffentlichung, und auch die Nachfrage von Fans in sozialen Netzwerken ließ nicht nach, weshalb die Produzenten das Wort Cyborg auf sämtlichen Plattformen blockierten.

## Diskografie

### EPs
- 2011: Dirty Mind EP
- 2011: Metaphor/Magno EP
- 2016: Set Me Free EP
- 2020: Bombai EP

### Singles
2011:
- Dirty Mind
- Grapevine Grooves
- Meat Lover
- Klav
- Wrecked
- AMP
- South Avenue
- Daftastic
- Metaphor
- Magno

2012:
- EMP
- Raid
- Saeta
- Monster Talk (mit Loopers)
- Paradox
- Top of the World (mit Ansol)
- Sky High (feat. Amba Shepherd)

2013:
- Paradise (mit Tiësto)
- Grid (mit Bassjackers)
- Go Down
- You Gotta Know (feat. Radboud)
- Never Say Goodbye (mit Hardwell feat. Bright Lights)
- Leprechauns & Unicorns

2014:
- Wolv
- Black Smoke
- Radical (mit Dannic)
- Black Smoke
- Calling Out (feat. Ryder)
- Sounds Like
- Against All Odds (mit Dynamite MC)
- X (mit Bassjackers)

2015
- Bittersweet (mit Conro feat. Envy Monroe)
- Pure Nois
- Foxtrot
- Jack It Up (mit Loopers)

2016:
- Predator (Set Me Free EP; feat. Dope D.O.D.)
- Surrenda (Set Me Free EP; feat. Le Prince)
- Artifact (Set Me Free EP)

2017:
- Alive (mit GOJA)
- Surrounded (mit Joe Taylor)
- Good Feelin

2018:
- Talkin’ Bout (mit Good Times Ahead)
- Amsterdam (mit HAILZ)
- Bottom End (mit What So Not)
- Feel It Coming
- Bring It Down
- Latency (mit Martin Garrix)
- I Know U (mit Loopers)

2019:
- Bombai (Bombai EP)
- Goliath (Bombai EP)
- Free (Bombai EP; mit Nigel Hey, Babet)
- Masquerade (Bombai EP)

2020:
- Mind the Grind (Bombai EP)
- Warp Speed (mit Julian Calor)
- Hella Dope
- Bounce Back